# 雅致杓兰
雅致杓兰（学名：Cypripedium elegans）为兰科杓兰属下的一个种。

## 扩展阅读
- 維基物種上的相關：雅致杓兰